# Епархия Святого Семейства в Лондоне
Епархия Святого Семейства в Лондоне (укр. Лондонська єпархія Пресвятої Родини, англ. Eparchy of Holy Family of London) — епархия Украинской грекокатолической церкви с центром в городе Лондон, Великобритания. Епархия объединяет украинских греко-католиков и распространяет свою юрисдикцию на всю территорию Великобритании. Кафедральным собором епархии является собор Святого Семейства в Изгнании (англ. The Ukrainian Catholic Cathedral of the Holy Family in Exile).

## История
С конца XIX века в Великобританию пребывали эмигранты из Западной Украины, которые селились в основном в районе Манчестера и Лондона. После Второй мировой войны число украинских эмигрантов значительно увеличилось. Первоначально украинские грекокатолики, проживавшие в Великобритании, подчинялись латинским иерархам. В 1948 году для них стали проводиться богослужения византийского обряда в церкви Христа Царя в Ковентри, позднее им была передана церковь святой Елизаветы в Фолешилле.
10 июня 1957 года Римский папа Пий XII издал буллу Quia Christus, которой учредил апостольский экзархат Англии и Уэльса для верных Украинской грекокатолической церкви. 5 марта 1967 года юрисдикция экзархата распространилась на Шотландию. 12 мая 1968 года Конгрегация по делам восточных церквей выпустила декрет Apostolica Constitutione, который распространил юрисдикцию апостольского экзархата Великобритании на всю территорию Великобритании.
18 января 2013 года Папа Римский Бенедикт XVI возвёл апостольский экзархат УГКЦ в Великобритании в ранг епархии под названием Лондонская епархия Святого Семейства для украинцев византийского обряда. Первым правящим епископом епархии стал Глеб Лончина (со 2 июня 2009 года он был апостольским администратором экзархата в Великобритании, а с 14 июня 2011 года — апостольским экзархом).
9 июня 2023 года Украинская греко-католическая епархия Святого Семейства в Лондоне, согласно декрету владыки Кеннета Новакивского, переходит с 1 сентября 2023 года на григорианский календарь, в частности с Пасхалией.

## Ординарии
- кардинал Уильям Годфри (10.06.1957 — † 22.01.1963)
- епископ Августин Горняк, O.S.B.M.[4] (18.04.1963 — 29.09.1987)
- епископ Михаил Кучмяк, C.SS.R. (24.06.1989 — 5.04.2002)
- епископ Павел Хомницкий, O.S.B.M. (5.04.2002 — 3.01.2006), назначен епископом Стемфорда
- епископ Глеб Лончина, M.S.U. (14.06.2011 — 1.09.2019, в отставке);
  - епископ Mykola Matwijiwskij (1.09.2019 — 15.01.2020 — апостольский администратор);
- епископ Kenneth Anthony Adam Nowakowski (15.01.2020 — по настоящее время).

## Источник
- Annuario Pontificio, Libreria Editrice Vaticana, Città del Vaticano, 2003, стр. 958, ISBN 88-209-7422-3
- Булла Quia Christus, AAS 50 (1958), стр. 345  (лат.)